# Rząsiny

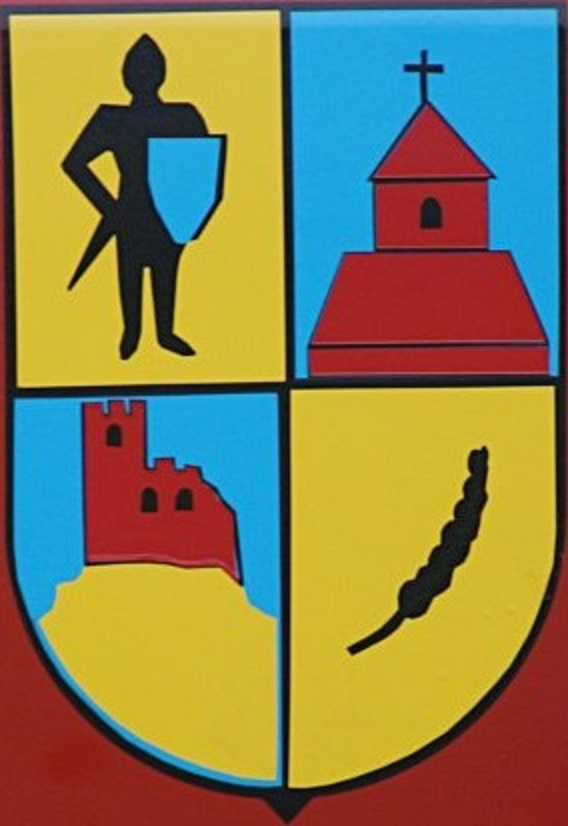
Nieoficjalny herb wsi Rząsiny

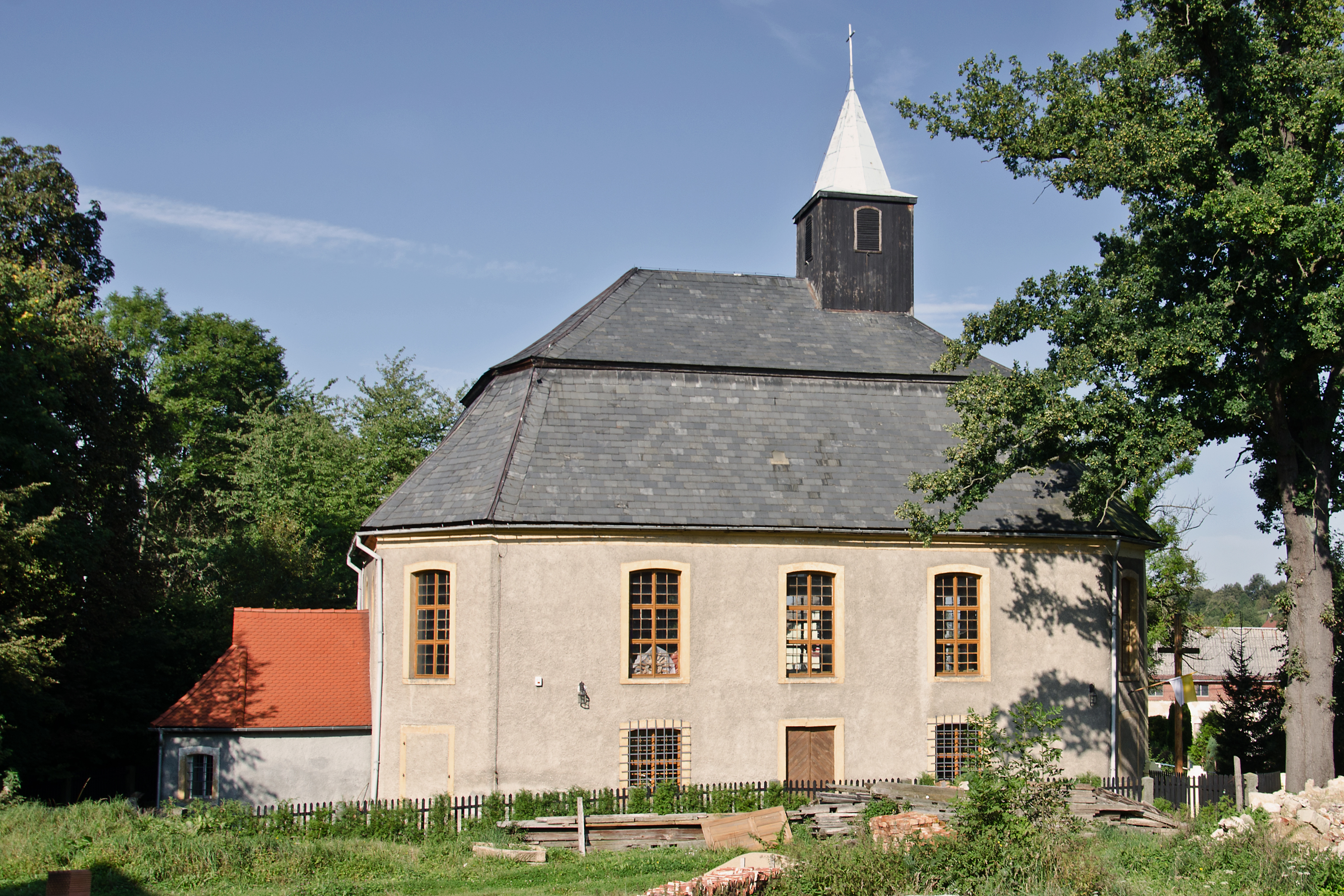
Kościół MB Ostrobramskiej w Rząsinach

Rząsiny (niem. Welkersdorf; w 1945 jako Wilcza-Góra) – wieś w południowo-zachodniej Polsce, położona w województwie dolnośląskim, w powiecie lwóweckim, w gminie Gryfów Śląski.

## Położenie
Rząsiny to duża wieś o długości około 4 km, leżąca na Pogórzu Izerskim, w środkowej części Wzgórz Radomickich, nad potokiem Wilka, prawym dopływem Olszówki, na wysokości około 300–410 m n.p.m.

## Podział administracyjny
W latach 1945–1954 siedziba gminy Rząsiny. W latach 1975–1998 miejscowość administracyjnie należała do województwa jeleniogórskiego.

## Zabytki
Do wojewódzkiego rejestru zabytków wpisane są:
- kościół (ruina), z pierwszej połowy XVI w., 1832 r.
- cmentarz przykościelny z grobami niemieckich żołnierzy
- mauzoleum rodowe
- kościół ewangelicki, obecnie rzymskokatolicki pw. Matki Bożej Ostrobramskiej, z lat 1751-1753
- zespół pałacowy, z XVIII-XIX w.:
  - pałac – własność m.in. feldmarszałka Iwana Dybicza, w czasie II wojny światowej siedziba Instytutu Badawczego Medycyny Lotniczej Ministerstwa Lotnictwa III Rzeszy w Berlinie, kierowanego przez pułkownika profesora Hubertusa Strugholda[9].
  - park

Inne zabytki:
- Zamek Podskale z XIII wieku, (ruina).